# .338 Winchester Magnum
El .338 Winchester Magnum es un cartucho de fuego central para rifle calibre .338" (8.6 mm) introducido en 1958 por Winchester, como parte de su línea de cartuchos belted magnum, el cual se desarrolló, a partir del casquillo del .375 Holland & Holland Magnum, acortando su longitud para ser usado en un mecanismo estándar y ajustándole el cuello para alojar un proyectil a .338 pulgadas.  
El .338 win mag es muy popular entre los guías de caza en Alaska y es considerado como su primera opción para la caza de osos pardos, cuando es necesario frenar a uno de estos animales. También es el primer cartucho en ser promocionado para el Estado de Alaska. También es el cartucho de calibre mediano más popular en América del Norte, donde es muy popular para cazar wapitis, debido a la energía que retiene a largas distancias, por esta razón, en el mercado se puede encontrar una gran variedad de rifles recamarados para este calibre. con un mecanismo de longitud estándar, igual a la del .30-06 Springfield,7mm Rem Mag o .300 win mag. 

## Historia
Los orígenes del .338 Winchester Magnum pueden rastrearse a los experimentos conducidos por Charles O'Neil, Elmer Keith y Don Hopkins En los años 1940s, con balas calibre .333. 
El uso de proyectiles calibre .0333 en (8.5 mm) era más común entonces, debido a su popularidad en Europa. O'Neil, Keith y Hopkins desarrollaron el calibre .333 OKH, el cual se desarrolla en base al casquillo del .30-06 Springfield, al que se le aumentó el diámetro del cuello para alojar balas calibre .333 pulgadas y el .334 OKH, que desarrollaron acortando el casquillo del .375 Holland & Holland Magnum y ajustando el cuello para aceptar también balas calibre 0.333".
El .338 Winchester Magnum fue introducido en 1958 junto al .264 Winchester Magnum y al .458 Winchester Magnum; todos basados en el casquillo del .375 H&H magnum, acortado a 2.500 en (63.5 ), de la misma manera que el anterior .334 OKH (O'neil, Keith and Hopkins). 
Winchester introdujo munición con pesos de 200 granos que lograban velocidades de 3000 pies por segundo, 250 granos logrando 2700 pies por segundo y 300 granos a 2450 pies por segundo. Más adelante, Winchester introdujo el Winchester Modelo 70 Alaskan recamarado en .338 win mag para el cartucho, dejando pocas dudas acerca de la utilidad que se le quería dar al calibre como opción para cazar animales pesados y peligrosos en Alaska, como el oso pardo y el alce.

## Diseño y especificaciones

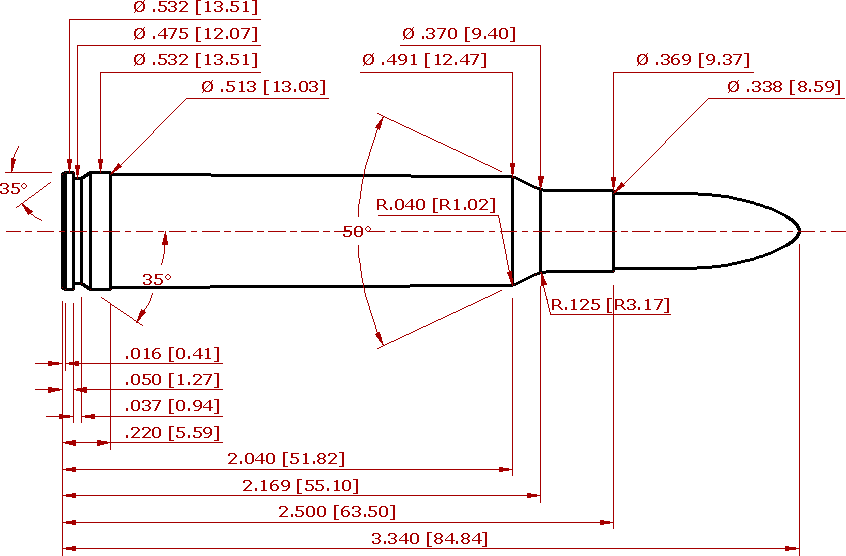
Dibujos de cartuchos de rifle de percusión central con dimensiones.

El .338 Winchester Magnum se alinea al diseño de los cartuchos modernos, buscando maximizar la capacidad de pólvora en el casquillo, pero sin comprometer la confiabilidad de la alimentación y la extracción de la recámara. El .338 Winchester Magnum está diseñado en base al casquillo del .375 H&H Magnum,  acortado a 2.500  (63.5 mm), y ajustado para alojar una bala de .0,338 plg (8,6 mm). El casquillo tiene una capacidad de 86.0 granos de H2O (5.58 cm³) y sigue el diseño de la línea de cartuchos que Roy Weatherby desarrolló también en los años 1940, para ser alimentados desde un mecanismo de longitud estándar, como el .257 Weatherby Magnum, .270 Weatherby Magnum y el 7 mm Weatherby Magnum para los que Winchester había suministrado latón básico hasta 1948.
Ambos la Comisión Internationale Permanente vierte l'Epreuve des Armes à Feu Portatives(CIP) y las Armas Deportivas y Fabricantes de Munición' Instituto (SAAMI) gobierna y regular las especificaciones con respecto al .338 Winchester Magnum.

## Performance
Este cartucho ganó notoriedad por su rasante con proyectiles pesados, que lo vuelven una opción bastante interesante entre cazadores deportivos de piezas de gran tamaño. Es capaz de empujar un proyectil de 225 granos (14.6 g) a velocidades de 2,800 ft/s (850 m/s), generando una energía de 3,918 libras/pie (5,312 J), entregando a 200 yardas la misma energía que genera el .30-06 Springfield en la boca del cañón. La disponibilidad de munición es muy amplia en diseño, construcción y pesos de proyectiles, que varían de 150 a 300 granos. SAAMI Nivel de presión es 64,000 psi.
El .338 Winchester Magnum es capaz de disparar proyectiles más pesados que los de cartuchos calibre .30, con proyectiles de pesos de entre 200 granos y 250 granos, a velocidades promedio de entre 2960 y 2660 pies por segundo. 
La munición Winchester Ballistic Silvertip (SBST338) de 200 grains retiene más de 1,600 libras/pie  (2,200 J) a 625 yardas  (572 m) y 1000 libras/pie (1,400 J) a 800 yardas (730 m).  La munición Accubond (S338CT) extiende estos niveles de energía incluso a 675 yardas  (617 m) y 850 yardas (780 m) respectivamente.
La munición de 200 granos SST Superformance de Hornady genera una energía de 4076  libras/pie y una velocidad de 3030 pies/segundo de la boca del cañón, manteniendo 1899 libras/pie a 2068 pies/segundo a 500 metros. La misma munición con proyectiles de 225 granos genera una energía de 4029 libras/pie y 2840 pies/segundo en la boca del cañón, y mantiene 2025 libras/pie a una  velocidad de 2014 pies por segundo a 500 metros de un cañón de 24 pulgadas. 
El retrocedo del .338 Winchester Magnum es de 31 libras de un rifle de 9 libras (4.1Kg), duplicando el retroceso promedio de un .308 Winchester. Sin embargo, el retroceso del .338 win mag es menor que el de otros calibres .338 como el .338 Remington Ultra Magnum, .340 Weatherby Magnum y .338 Lapua Magnum, los cuales son alimentados de un mecanismo de magnum largo.

## Uso deportivo
Cuándo el .338 Winchester salió en el mercado, la tendencia se inclinaba al uso de proyectiles más pesados, de entre 250 a 300 granos, en otros cartuchos de este calibre, Con el tiempo, la preferencia de pesos de balas en este cartucho se ha inclinado ahora al uso de pesos de entre 180 y 225 granos, en gran parte debido a las mejoras en la construcción de las puntas, que tienen un mayor poder de penetración.
En América del Norte, el .338 Winchester Magnum es popularmente utilizado para la caza de especies de ciervos más grandes como el wapiti y el alce.  
Pero por sobre  su popularidad para la caza de cérvidos grandes, el .338 Winchester Magnum es a menudo utilizado como cartucho de doble propósito para cazar y defenderse de animales peligrosos como el oso grizzly, osos polares y oso pardo. Es a menudo llevado por pescadores, cazadores y guías en Alaska y Canadá para protección en caso de un encuentro con un oso.
Debido a la longitud del cartucho similar a la de la familia del .30-06 Springfield, este se puede utilizar en rifles más compactos que el .375 H&H Magnum, opción también popular entre los cazadores de osos pardos, con la ventaja de generar un menor retroceso y ostentar una mayor densidad seccional. Si bien existen competidores que pueden ofrecer algunas ventajas en cuestión de performance, con respecto al .338 Win Mag, tales como el .340 Wby Mag, el .338 Lapua Mag o el reciente .338 Weatherby RPM. el .338 continúa siendo el más popular para efectos cinegéticos, ofreciendo prestaciones similares, menor retroceso y mayor disponibilidad de munición y rifles.  
El .338 Winchester Magnum puede ser considerado un buen calibre para la caza de todo tipo de animales de sabana africana y para la caza de felinos grandes.

## Rifles y munición
Debido a la popularidad del .338 Winchester Magnum, todos los fabricantes de rifles deportivos en Estados Unidos ofrecen rifles en este calibre. Ruger, en su modelo 77 versión Alaskan, Browning, Kimber, Remington, Savage, Weatherby, Mossberg, Howa y Winchester, este último en el Modelo 70 Alaskan. ofrecen este calibre en varias líneas de sus productos. Incluso casi todos los fabricantes de rifles hechos a la medida en los Estados Unidos y Canadá, como Griffin & Howe e incluso fabricantes europeos como Blaser, Mauser, Sako, Steyr Mannlicher, han producido rifles en .338 win mag. 